# Vincenzo Cuccia
Vincenzo Cuccia (n. 20 martie 1892, Palermo, Italia – d. 2 martie 1979, Palermo, Italia) a fost un scrimer ce a reprezentat Italia, medaliat olimpic. A participat la o ediție a Jocurilor Olimpice (1924) în care a câștigat o medalie de aur și o medalie de bronz.